# Gajapura, Kudligi
Gajapura là một làng thuộc tehsil Kudligi, huyện Bellary, bang Karnataka, Ấn Độ.